# Ahmad al-Muqaddasi
Ahmad al-Muqaddasi (arabiska شمس الدين محمد بن أحمد المقدسي, Šams ad-Dīn Muḥammad b. Aḥmad al-Muqaddasī), även Mohammed ibn Ahmed Chams ad-Din al-Maqdisi, född 945 i Jerusalem, död omkring 1000, var en arabisk geograf och upptäcktsresande. 
Han är berömd för sin vetenskapliga och tongivande utforskning av islams värld i slutet av 900-talet och författade flera skrifter om sina resor. Han var en kraftfull, intelligent, mångsidig, fyndig och kunnig person.